# Varianti emoglobiniche
Le varianti dell'emoglobina sono forme mutanti di emoglobina in una popolazione (solitamente umana), causata da variazioni della genetica. Alcune ben note varianti dell'emoglobina come l'anemia falciforme sono responsabili di malattie e sono considerate emoglobinopatie. Altre varianti non causano patologie rilevabili e sono quindi considerate varianti non patologiche.
Alcuni tipi normali di emoglobina sono: Emoglobina A (Hb A), che è il 95-98% dell'emoglobina presente negli adulti, emoglobina A2 (Hb A2), che è il 2-3% dell'emoglobina presente negli adulti, e l'emoglobina F (Hb F), che si trova in adulti fino al 2,5% ed è l'emoglobina primaria prodotta dal feto durante la gravidanza.
Le varianti dell'emoglobina si verificano quando ci sono cambiamenti genetici in specifici geni, o globine, che causano cambiamenti o alterazioni nell'amminoacido. Potrebbero influenzare la struttura, il comportamento, il tasso di produzione e / o la stabilità di quel gene specifico. Di solito ci sono quattro geni che codificano per la globina alfa e due geni che codificano per la beta globina. Se i geni per le catene alfa sono mutati, la condizione più comune che si verifica è l'alfa talassemia, che causa una diminuzione della produzione di quel gene. Il livello di gravità della talassemia alfa è determinato dal numero di geni che sono colpiti.
Le varianti dell'emoglobina sono le caratteristiche ereditarie più comuni. Innanzitutto, il gene beta anormale può essere ereditato in modo autosomico recessivo. Ciò significa che la persona che erediterà avrà due copie del gene alterato. Entrambi questi geni possono essere passati alla prole. Il prossimo modo in cui possono essere ereditati è in modo eterozigote. Ciò significa che la persona ha un gene beta normale e un gene beta anormale. Questa persona è considerata portatrice di qualsiasi variante di emoglobina ereditata. In questo caso, solo il gene anormale può essere trasmesso alla progenie. I vettori inoltre non hanno a che fare con sintomi o problemi di salute. Un altro modo in cui i geni beta possono essere ereditati è in modo omozigote. Ciò significa che la persona ha due geni beta anormali. In questo caso la persona produce la variante di emoglobina associata e può presentare i sintomi e le complicanze associati alla loro specifica variante di emoglobina. La gravità delle condizioni dipende principalmente dalla mutazione genetica e può variare da persona a persona. Le copie dei geni beta anormali sarebbero più che probabilmente passate alla prole.

## Varianti meno comuni
Insieme alla lunga lista di varianti comuni dell'emoglobina, ci sono alcune varianti che sono meno comuni. Queste varianti sono considerate silenziose, il che significa che non hanno segni o sintomi. Di solito influenzano la funzionalità e / o la stabilità della molecola dell'emoglobina. Con la maggior parte di queste varianti ci sono mutazioni nel gene della globina alfa che si traducono in una catena alfa anormalmente lunga e in molecole di emoglobina instabili.

### emoglobina F
L'emoglobina F  è l'emoglobina primaria prodotta dal feto. L'emoglobina trasporta l'ossigeno in modo efficiente in un ambiente a bassa ossigeno. La produzione di emoglobina si arresta alla nascita e diminuisce fino all'età di uno o due anni. I livelli possono essere normali ad aumentare nella beta talassemia. L'emoglobina F aumenta frequentemente in soggetti con anemia falciforme e talassemia beta falciforme. Gli individui con anemia falciforme e l'aumento di Hb F hanno un caso più lieve della malattia. Ci sono situazioni in cui l'Hb F è aumentata. Questa rara condizione è chiamata Persistenza ereditaria dell'emoglobina fetale (HPFH). Questo è un gruppo di disturbi in cui l'emoglobina F è aumentata senza segni o caratteristiche cliniche della talassemia. Alcuni gruppi etnici diversi hanno diverse mutazioni che causano l'HPFH. L'Hb F può anche essere aumentata dalle condizioni acquisite che coinvolgono i globuli rossi. Elevati livelli di emoglobina F sono anche associati a disturbi della leucemia e mieloproliferativi.

### Emoglobina H
L'emoglobina H aumenta l'affinità per l'ossigeno. Ciò significa che trattiene l'ossigeno invece di rilasciarlo nei tessuti e nelle cellule. L'Hb H si presenta solitamente in alcune alfa talassemie ed è composta da quattro catene di beta globina (proteina). Questa variante viene solitamente prodotta in risposta a una grave carenza di catene alfa e di solito causa il funzionamento anomalo delle catene beta.

## Lista delle varianti emoglobiniche conosciute

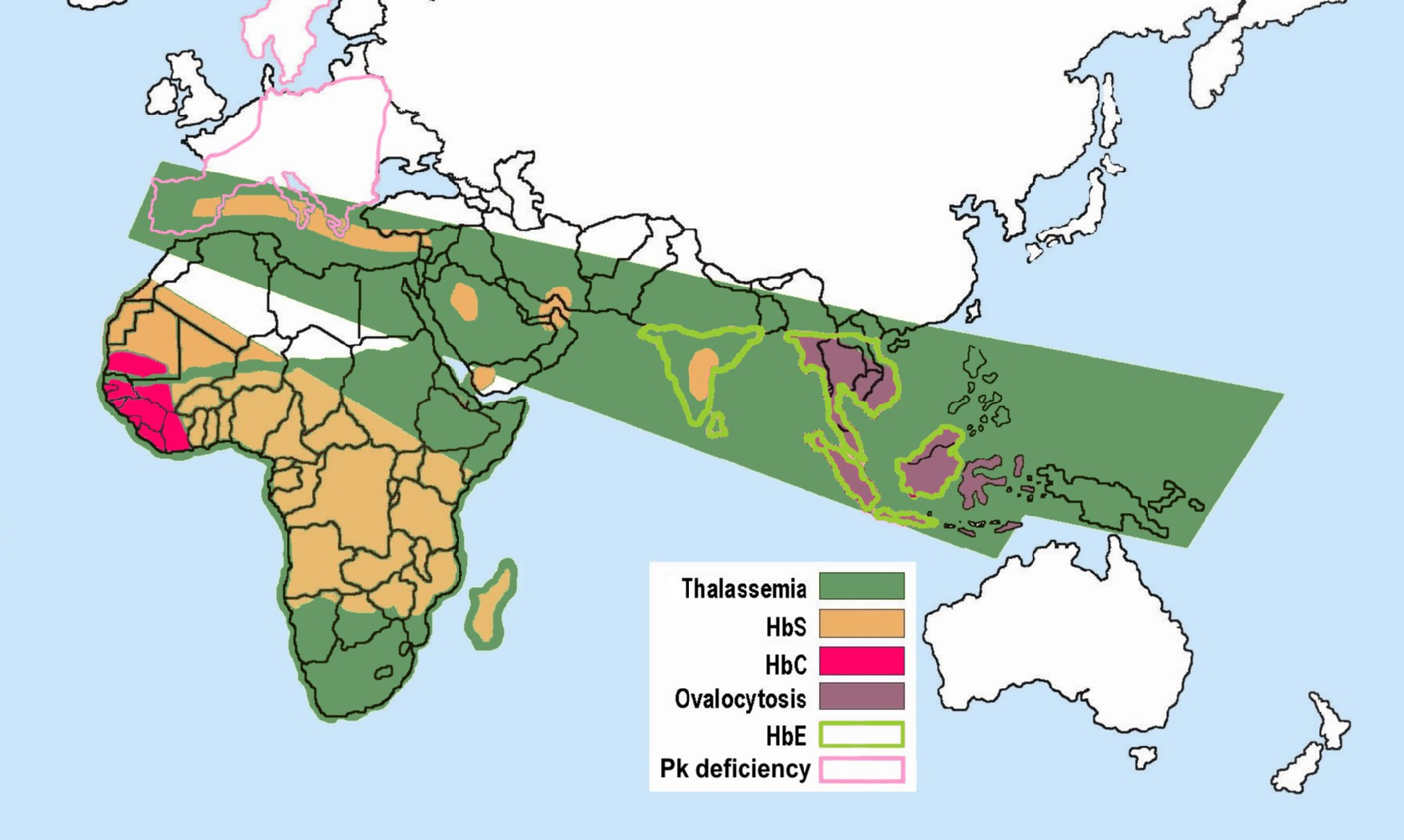
Distribuzione delle varianti emoglobiniche nel mondo

- Hb Kansas[5][6]
- Hb S
- Hb C
- Hb E
- Hb D-Punjab
- Hb O-Arab [7][8]
- Hb G-Philadelphia
- Hb Hasharon
- Hb Lepore
- Hb M
- Hb F
- Hb Hope[9]
- Hb Pisa
- Hb J
- Hb N-Baltimore
- Hb Vanvitelli [10]